# مارلين شيفرلير
مارلين شيفرلير (بالإنجليزية: Marilyn Schreffler)‏ هي ممثلة أمريكية، ولدت في 14 يونيو 1945 في الولايات المتحدة، وتوفيت في 7 يناير 1988 بلوس أنجلوس في الولايات المتحدة بسبب سرطان الكبد.

## أعمال

### مسلسلات
- ساعة باباي الأحدث

## وصلات خارجية
- مارلين شيفرلير على موقع IMDb (الإنجليزية)
- مارلين شيفرلير على موقع ألو سيني (الفرنسية)
- مارلين شيفرلير على موقع ميوزك برينز (الإنجليزية)
- مارلين شيفرلير على موقع أول موفي (الإنجليزية)
- مارلين شيفرلير على موقع قاعدة بيانات الأفلام السويدية (السويدية)
- مارلين شيفرلير على موقع قاعدة بيانات الفيلم (الإنجليزية)
- مارلين شيفرلير على موقع كينوبويسك (الروسية)